# Meir Ezofowicz
Meir Ezofowicz – powieść Elizy Orzeszkowej. Utwór ukazuje socjologiczny obraz małego żydowskiego miasteczka w Polsce. 
Utwór posiada cechy sagi – opowieść skonstruowana jest wokół rodzinnej legendy - co parę pokoleń w rodzinie Ezofowiczów rodzi się człowiek sprawiedliwy, o sercu przepełnionym miłością do rodzaju ludzkiego.
W zbieraniu materiałów do powieści pisarce pomagali polscy Żydzi: Leopold Méyet i Mathias Bersohn. Początkowo powieść ukazywała się w odcinkach na łamach tygodnika "Kłosy". Ilustrowana była drzeworytami wykonanymi na podstawie rysunków Elwiro Michała Andriollego.

## Fabuła utworu
Akcja utworu dzieje się w fikcyjnym żydowskim miasteczku – Szybowie. Mieszkają tam dwie wpływowe rodziny: ród Ezofowiczów i ród Todrosów. 
Ród Todrosów od wieków kojarzony był z głęboką religijnością i tradycją, natomiast ród Ezofowiczów słynął z wybitnych jednostek, próbujących zreformować społeczność żydowską (Michał Senior, żyjący za czasów Zygmunta Starego, autor pism nawołujących do współpracy Polaków i Żydów oraz wzajemnego wybaczenia sobie krzywd; Hersz Ezofowicz, uczestnik Sejmu Czteroletniego, zwolennik asymilacji żydów). 
Powieść koncentruje się na losach młodego Meira Ezofowicza (reprezentanta stanu kupieckiego), który pragnie kontynuować szlachetne tradycje rodu. Drażni go zacofanie otaczającego go środowiska, fanatyzm religijny i prześladowanie żyjących na uboczu karaimów. Jego największym marzeniem jest znalezienie pism Michała Seniora i przedstawienie ich społeczności żydowskiej oraz zdobycie wykształcenia. Meir nieustannie naraża się społeczności żydowskiej m.in. poprzez odmowę tradycyjnego małżeństwa z wybraną mu przez rodziców dziewczyną, sprzeciw wobec bicia w szkole małego chłopca, Lejbele, i miłość do karaimki Gołdy. Kiedy Meir demaskuje dokonane przez kilku mieszkańców miasteczka podpalenie pobliskiego browaru i sprzeciwia się szanowanemu mędrcowi, Izaakowi Todrosowi, zostaje wygnany, a jego ukochana Gołda – zamordowana. Wraz z nim na wygnanie udaje się mały Lejbele.
Pomimo tego, że Meir Ezofowicz został wyklęty i wygnany z rodzinnego miasteczka, można powiedzieć, że odniósł zwycięstwo, gdyż jego poglądy znalazły wielu zwolenników wśród młodych mieszkańców Szybowa.